# ألبين غراو
ألبين غراو (بالألمانية: Albin Grau)‏ هو مصمم الإنتاج ومهندس معماري ألماني، ولد في 22 ديسمبر 1884 في برلين في ألمانيا، وتوفي في 27 مارس 1971 في هآوزهام في ألمانيا.

## وصلات خارجية
- ألبين غراو على موقع IMDb (الإنجليزية)
- ألبين غراو على موقع قاعدة بيانات الفيلم (الإنجليزية)